# Alpirsbach Challenger
L'Alpirsbach Challenger è stato un torneo professionistico di tennis giocato su campi in terra rossa. Faceva parte dell'ATP Challenger Series. Si giocava annualmente a Alpirsbach in Germania.

## Albo d'oro

### Singolare
| Anno | Campione      | Finalista       | Punteggio     |
| ---- | ------------- | --------------- | ------------- |
| 1998 | Stefan Koubek | Orlin Stanojčev | 7–6, 6–4      |
| 1997 | Fabio Maggi   | Stefan Koubek   | 6–4, 5–7, 6–4 |
| 1996 | Magnus Norman | Orlin Stanojčev | 6–4, 6–2      |

### Doppio
| Anno | Campioni                         | Finalisti                     | Punteggio     |
| ---- | -------------------------------- | ----------------------------- | ------------- |
| 1998 | Tomáš Cibulec Leoš Friedl        | Marcus Hilpert Filippo Veglio | 6–1, 7–6      |
| 1997 | Mathias Huning Grant Silcock     | Álex López Morón Fabio Maggi  | 5–7, 6–4, 7–5 |
| 1996 | Karsten Braasch Jens Knippschild | Ģirts Dzelde Tomas Nydahl     | 1–6, 6–3, 7–5 |